# Варін (округ Жиліна)
Варін (словац. Varín) — село, громада округу Жиліна, Жилінський край, регіон Горне Поважіє. Кадастрова площа громади — 19,09 км².
Населення 3822 особи (станом на 31 грудня 2018 року).

## Історія
Варін згадується 1223 року.

## Географія
Протікає Ґбелянський потік.

## Населення
| Рік:            | 1994. | 2004.   | 2014.   | 2024.   |
| --------------- | ----- | ------- | ------- | ------- |
| Кількість осіб: | 3212  | 3474    | 3766    | 3870    |
| Різниця:        |       | +8,15 % | +8,40 % | +2,76 % |

| Рік:            | 2023. | 2024.   |
| --------------- | ----- | ------- |
| Кількість осіб: | 3886  | 3870    |
| Різниця:        |       | -0,41 % |